# Aeroporto da Horta

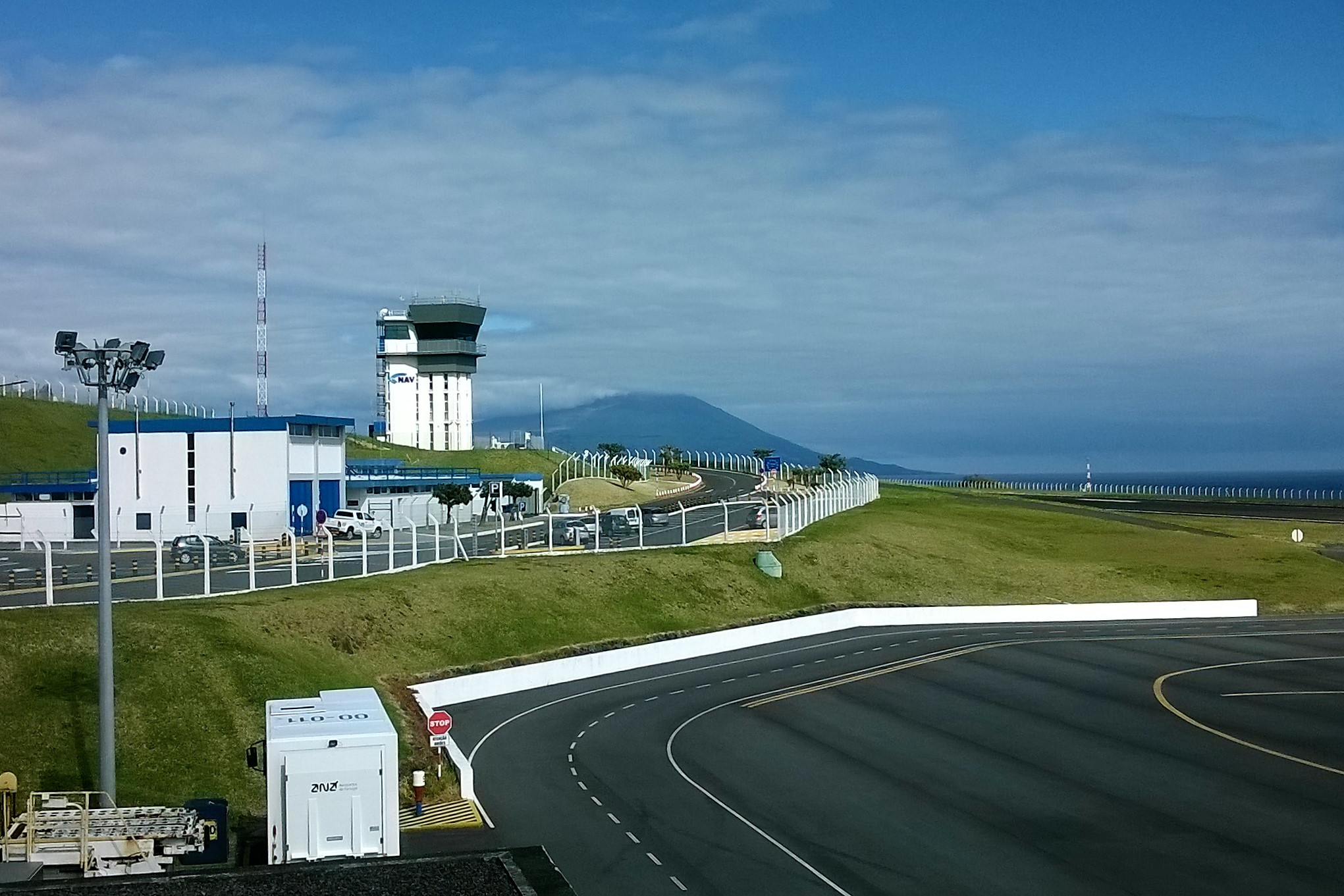
Aeroporto da Horta: vista da torre de controlo. Ao fundo, a ilha do Pico.

O Aeroporto da Horta, localiza-se na Ilha do Faial, freguesia de Castelo Branco, a 9,5 km do centro da cidade da Horta. Remodelado em Agosto  de 2001, é o aeroporto mais importante das chamadas Ilhas do Triângulo (São Jorge, Pico e Faial). Não só garante as ligações directas com Lisboa, mas também com as restantes ilhas do arquipélago.
É um importante pólo dinamizador da economia de toda a região e hub na sub-região turística do Triângulo (ilhas Faial/Pico/S.Jorge). Já se tornou num ponto de referência para escalas técnicas para pequenas aeronaves que cruzam o Atlântico Norte. Presentemente, procura-se aumentar o comprimento da pista em 240 metros em cada lado, para que fique conforme as recomendações da ICAO no que se refere às áreas de segurança de fim de pista.
O actual Director do Aeroporto é o Ricardo Machado Pacheco Alves.

## Dados sobre o Aeroporto
Código ICAO (International Civil Aviation Organization): LPHR
Código IATA (International Air Transport Association): HOR
- Latitude: 38 31' 12" N
- Longitude: 28 42' 59" W
- Altitude: 36 m / 118 ft
- Pista (designação): 10-28
- Dimensões (CxL): 1595 por 45 m
- Tipo de Superfície: Asfalto
- Frequência ID - Tipo Notas
  - 118,0 MHz - APP / TWR COM ---
  - 131,5 MHz - FSS Operações SATA
  - 112.7 MHz - VFL VORTAC ---
  - 360 kHz   - HT NDB ---
  - 380 kHz   - FIL NDB ---

## Companhias aéreas
As companhias aéreas que nele operam fazendo ligações regulares são: a SATA Air Açores, a SATA Internacional.
O aeroporto tem um movimento operacional de cerca de 180 000 passageiros por ano.

## Historial
O Aeroporto da Horta foi inaugurado em 24 de Agosto de 1971, pelo então Presidente da República, almirante Américo Tomás. Em 5 de Julho de 1985, a TAP inicia a ligações aéreas directas entre Horta e Lisboa. A primeira aeronave da TAP a inaugurar a rota foi o Boeing 737 "Ponta Delgada". Depois das obras de remodelação da aergare, em Agosto de 2001, este recebe a categoria de "Aeroporto Internacional".

## Projecto de ampliação da Pista
Presentemente, os faialenses desejam a ampliação do comprimento da pista (de 1 700 metros de comprimento), bem como a instalação do ILS (Sistema de Aterragem por Instrumentos). Isso permitirá a aterragem dos Airbus 319 e 320 com uma maior margem de segurança e sem que os aviões sofram as costumeiras penalizações técnicas. A aproximação à actual pista representa um desafio permanente aos pilotos, sobretudo dos Airbus.
Durante os meses de Outubro e Novembro de 2009, foi levado a cabo pela empresa Proysesa o projecto de grooving da pista do aeroporto. Espera-se que o Aeroporto da Horta venha no futuro próximo a receber voos charter directos das comunidades açorianas na América do Norte (dos EUA e Canadá), bem como permitir que outras aeronaves façam escalas técnicas.

### Aeroporto da Horta complementa Aeroporto do Pico
A ampliação e modernização do Aeroporto da Horta veio complementar a infra-estrutura aeroportuária do Pico, beneficiando do ponto de vista económico e social todas as Ilhas do Triângulo (Faial, Pico e São Jorge) - que constituem uma importante sub-região dos Açores.
Novas regras aeronáuticas vieram impor complementaridade entre o Aeroporto da Horta e o Aeroporto do Pico. Em caso de impossibilidade de operar num dos referidos aeroportos devido a condições meteorológicas adversas, a companhia aérea portuguesa de serviço público (SATA) pode operar no aeroporto da ilha vizinha, se existirem condições meteorológicas para tal.

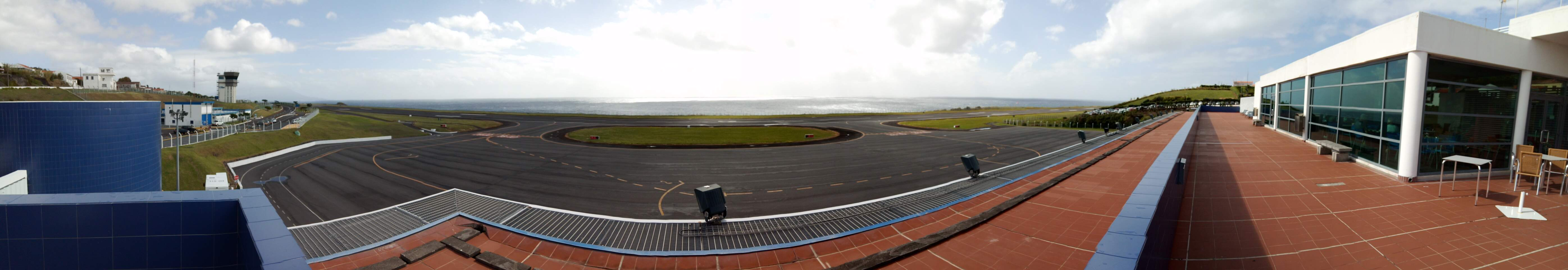
Aeroporto da Horta, Região Autónoma dos Açores, Portugal: vista panorâmica.